# Wesley Gibson
Wesley Gibson è un supercriminale americano ideato da Mark Millar e J. G. Jones nel 2003 facente parte dell'etichetta editoriale Millarworld.
Il personaggio è stato interpretato da James McAvoy nel film del 2008 Wanted - Scegli il tuo destino liberamente tratto dal fumetto originale.

## Storia editoriale
Il personaggio ha debuttato come protagonista della miniserie Wanted del 2003 scritta da Mark Millar, disegnata da J. G. Jones e pubblicata dalla casa editrice Top Cow.
Negli anni successivi compare in un cross-over su due albi con Savage Dragon, in un cameo nella miniserie Nemesis: Reloaded, in cui si scopre essere il misterioso benefattore dietro l'addestramento dei due Nemesis visto alla fine della prima miniserie del 2010, e infine nella miniserie evento Big Game nel ruolo di principale antagonista di numerosi altri personaggi dell'etichetta Millarwolrd.

## Caratterizzazione
Esteticamente Wesley è modellato sulla figura del rapper statunitense Eminem ed è presentato come un giovane ragazzo che vive una vita in cui subisce in continuazione umiliazioni da più parti senza avere la forza di reagire. Millar disse che la storia "riguarda un ragazzo ordinario di circa vent'anni che odia e disprezza assolutamente la sua vita: ha il peggior lavoro del mondo, la peggior fidanzata del mondo e il peggior capo del mondo".
Entrando poi a far parte della Fratellanza compie un percorso in cui si lascia alle spalle la sua vecchia vita, le sue idee, le sue paure e ne inizia una nuova in cui si abitua ad uccidere, a fare del male agli altri e prevaricarli, a fare e avere quello che vuole. Affermò Millar "È abbastanza liberatorio, è un po' come Spider-Man, un ragazzo geek che all'improvviso ha la possibilità di fare cose entusiasmanti, tranne che non sono cose buone, sono cose brutte".
Nel monologo finale in cui si rivolge al lettore si evince la sua soddisfazione di essersi elevato al di sopra della massa, delle persone ordinarie che definisce schiavi intenti a riempire il vuoto che lui e la Fratellanza hanno creato nelle loro vite.

## Differenze mediali
Le principali differenze tra le due versioni del personaggio riguardano chi è chiamato a diventare e perché: nella miniserie a fumetti Wesley è figlio di un supercriminale membro di spicco di una organizzazione segreta che manipola il mondo dall'ombra dopo aver sconfitto i supereroi anni prima e che viene addestrato dai suoi membri a diventare uno di loro per adempiere alle ultime volontà del loro, apparentemente, defunto compagno. Nel film Wesley è figlio di un sicario e che lo diventa a sua volta quando scopre di essere stato preso di mira dall'assassino.
I poteri di Wesley nel film sono comuni a tutti gli altri membri della società segreta mentre nel fumetto sono una eredità paterna, un potere tra i tanti posseduti dai vari membri dell'organizzazione. Mentre nel fumetto viene coinvolto in una guerra tra due diverse fazioni dell'organizzazione, in seguito alla quale scopre che suo padre ha finto la sua morte per permettere al figlio di lasciarsi alle spalle una vita mediocre e un carattere da debole, nel film è stato coinvolto in un piano per eliminare suo padre il quale si era ribellato al capo della società segreta che aveva tradito il loro codice per suoi scopi personali.
In entrambe le opere Wesley uccide suo padre, ma con la differenza che nel fumetto lo fa su richiesta del genitore mentre nel film lo fa non sapendo chi fosse in realtà il suo avversario.

## Critica
Joshua Meyer di Slashfilm recensisce il film sottolineando come il monologo finale di Wesley rivolto allo spettatore sia finalizzato a scuotere lo spettatore dall'autocompiacimento o dall'apatia presente nella propria vita in modo diretto e senza mezzi termini, spronandolo all'azione. Al netto delle effettive scelte di Wesley nel film e la possibilità che il film possa essere frainteso da certi individui, considera il messaggio finale come un invito a fare qualcosa di produttivo "oltre che consumare film tratti dai fumetti": "Wesley capisce chi è e cosa ha sempre desiderato dalla vita - da qui il titolo del film, "Wanted" - e ora l'onere di fare lo stesso sta allo spettatore".

## Fumetti
| Data           | Titolo            | Titolo                | Titolo italiano         | Titolo italiano      | Sceneggiatura | Disegni                                               | Colori        | Copertina                           | Prima edizione italiana                   | Data italiana |
| -------------- | ----------------- | --------------------- | ----------------------- | -------------------- | ------------- | ----------------------------------------------------- | ------------- | ----------------------------------- | ----------------------------------------- | ------------- |
| Dicembre 2003  | Wanted            | Bring on the Bad Guys | Wanted: Il crimine paga | Il turno dei cattivi | Mark Millar   | J. G. Jones; Dick Giordano (flashback del sesto albo) | Paul Mounts   | J. G. Jones                         | 100% Cult Comics 2 (Panini Comics)        | Marzo 2005    |
| Febbraio 2004  | Wanted            | Fuck You              | Wanted: Il crimine paga | Fanculo              | Mark Millar   | J. G. Jones; Dick Giordano (flashback del sesto albo) | Paul Mounts   | J. G. Jones                         | 100% Cult Comics 2 (Panini Comics)        | Marzo 2005    |
| Aprile 2004    | Wanted            | Supergangbang         | Wanted: Il crimine paga | Superammucchiata     | Mark Millar   | J. G. Jones; Dick Giordano (flashback del sesto albo) | Paul Mounts   | J. G. Jones                         | 100% Cult Comics 2 (Panini Comics)        | Marzo 2005    |
| Luglio 2004    | Wanted            | Crime Pays            | Wanted: Il crimine paga | Il crimine paga      | Mark Millar   | J. G. Jones; Dick Giordano (flashback del sesto albo) | Paul Mounts   | J. G. Jones                         | 100% Cult Comics 2 (Panini Comics)        | Marzo 2005    |
| Ottobre 2004   | Wanted            | The Shit List         | Wanted: Il crimine paga | Sacchi di merda      | Mark Millar   | J. G. Jones; Dick Giordano (flashback del sesto albo) | Paul Mounts   | J. G. Jones                         | 100% Cult Comics 2 (Panini Comics)        | Marzo 2005    |
| Febbraio 2005  | Wanted            | Dead or Alive         | Wanted: Il crimine paga | Vivo o morto         | Mark Millar   | J. G. Jones; Dick Giordano (flashback del sesto albo) | Paul Mounts   | J. G. Jones                         | 100% Cult Comics 2 (Panini Comics)        | Marzo 2005    |
| Giugno 2006    | Savage Dragon 127 | Glum World II         | n/a                     | n/a                  | Erik Larsen   | Erik Larsen                                           | Erik Larsen   | Erik Larsen                         | Savage Dragon 6 (Edizioni BD)             | Febbraio 2009 |
| Agosto 2006    | Savage Dragon 128 | Wanted                | n/a                     | n/a                  | Erik Larsen   | Erik Larsen                                           | Erik Larsen   | Erik Larsen                         | Savage Dragon 6 (Edizioni BD)             | Febbraio 2009 |
| Gennaio 2023   | Nemesis: Reloaded | Nemesis: Reloaded     | Nemesis: Reloaded       | Nemesis: Reloaded    | Mark Millar   | Jorge Jimenez                                         | Giovanna Niro | Jorge Jimenez                       | Millarworld Collection 38 (Panini Comics) | Novembre 2023 |
| Febbraio 2023  | Nemesis: Reloaded | Nemesis: Reloaded     | Nemesis: Reloaded       | Nemesis: Reloaded    | Mark Millar   | Jorge Jimenez                                         | Giovanna Niro | Jorge Jimenez                       | Millarworld Collection 38 (Panini Comics) | Novembre 2023 |
| Marzo 2023     | Nemesis: Reloaded | Nemesis: Reloaded     | Nemesis: Reloaded       | Nemesis: Reloaded    | Mark Millar   | Jorge Jimenez                                         | Giovanna Niro | Jorge Jimenez                       | Millarworld Collection 38 (Panini Comics) | Novembre 2023 |
| Aprile 2023    | Nemesis: Reloaded | Nemesis: Reloaded     | Nemesis: Reloaded       | Nemesis: Reloaded    | Mark Millar   | Jorge Jimenez                                         | Giovanna Niro | Jorge Jimenez                       | Millarworld Collection 38 (Panini Comics) | Novembre 2023 |
| Maggio 2023    | Nemesis: Reloaded | Nemesis: Reloaded     | Nemesis: Reloaded       | Nemesis: Reloaded    | Mark Millar   | Jorge Jimenez                                         | Giovanna Niro | Jorge Jimenez                       | Millarworld Collection 38 (Panini Comics) | Novembre 2023 |
| Luglio 2023    | Big Game          | Big Game              | n/a                     | n/a                  | Mark Millar   | Pepe Larraz                                           | Giovanna Niro | Pepe Larraz, Giovanna Niro (colori) | Inedito                                   | n/a           |
| Agosto 2023    | Big Game          | Big Game              | n/a                     | n/a                  | Mark Millar   | Pepe Larraz                                           | Giovanna Niro | Pepe Larraz, Giovanna Niro (colori) | Inedito                                   | n/a           |
| Settembre 2023 | Big Game          | Big Game              | n/a                     | n/a                  | Mark Millar   | Pepe Larraz                                           | Giovanna Niro | Pepe Larraz, Giovanna Niro (colori) | Inedito                                   | n/a           |
| Ottobre 2023   | Big Game          | Big Game              | n/a                     | n/a                  | Mark Millar   | Pepe Larraz                                           | Giovanna Niro | Pepe Larraz, Giovanna Niro (colori) | Inedito                                   | n/a           |
| Novembre 2023  | Big Game          | Big Game              | n/a                     | n/a                  | Mark Millar   | Pepe Larraz                                           | Giovanna Niro | Pepe Larraz, Giovanna Niro (colori) | Inedito                                   | n/a           |

Wanted
Wesley Gibson è un ragazzo di 24 anni vessato e sottomesso dagli altri, sul lavoro e nella vita privata. Un giorno però incontra una donna che si fa chiamare Fox che lo informa che suo padre è morto assassinato e nel suo testamento figura come unico erede di una grande fortuna. Wesley viene così a conoscenza di un mondo segreto composto da supercriminali come quelli che esistono nei fumetti che governa nell'ombra la vita sull'intero pianeta da quando nel 1986 i supereroi vennero sconfitti e il loro ricordo cancellato dalla memoria di tutti.
La condizione per ottenere l'eredità è che lui superi le sue debolezze e diventi in grado di affrontare il mondo che lo circonda. Fox e il professor Solomon Seltzer, leader della famiglia supercriminale che controllano le Americhe e vecchio amico del padre di Wesley, faranno in modo che questo accada nel caso in cui il ragazzo decida di accettare di entrare a far parte della loro organizzazione, la Fratellanza. Dopo averci riflettuto per un giorno Wesley accetta. Lascia il lavoro e inizia un addestramento che lo indurisce nel carattere e lo desensibilizza. Impara a sparare e a uccidere, vendicandosi nel contempo di tutte le persone che nel corso degli anni gli hanno fatto un torto. Viene accettato infine nella Fratellanza, riceve il costume di suo padre e diventa la guardia del corpo del Professore, assumendo il nome che fu di suo padre, il Killer.
In seguito alla decisione di continuare a controllare il mondo nell'ombra da parte della maggioranza dei vertici supercriminali, il Professore e i suoi accoliti vengono uccisi dalle forze congiunte dei leader di Australia e Europa, Mister Rictus e Mister Futuro, intenzionati a scatenare il caos. Wesley e Fox riescono a sopravvivere e danno la caccia ad ognuno dei loro nemici fino al confronto finale con Mister Rictus dopo il quale Wesley scopre che suo padre è ancora vivo. Il Killer racconta a suo figlio che, seppure se ne fosse andato quando era ancora piccolo per portare avanti il piano di dominio che la Fratellanza stava organizzando, aveva sempre tenuto d'occhio lui e sua madre, proteggendoli dai pericoli, e il motivo per cui aveva finto il suo omicidio era che voleva rimediare alla sua assenza e all'educazione che sua madre gli aveva dato che lo aveva reso debole, patetico e angariato chiunque.
Riconciliatisi, il Killer dice a Wesley che l'ultima cosa che deve fare per ottemperare alla clausola del testamento è ucciderlo affinché possa andarsene senza dover subire il peso degli anni e la debolezza che ne consegue. Con dolore Wesley uccide suo padre e, dopo aver preso in giro Fox su un suo ritorno alla vita normale, prende posto tra i vertici della Fratellanza.
Cross-over con Savage Dragon
Wesley Gibson e la Fratellanza compiono un'incursione nel mondo di Savage Dragon per appropriarsi della "God Gun" in possesso di Mister Glum e Angel Dragon che questi hanno utilizzato per uccidere l'eroe alieno. Dopo uno scontro tra le due fazioni, a cui si aggiunge il redivivo Savage Dragon, Glum e Angel fuggono in una dimensioni alternativa e la "Gun God" viene distrutta. Venuti poi a sapere dell'arrivo di un essere chiamato "Universo", intenzionato a consumare il pianeta, Wesley e la Fratellanza preferiscono andarsene attraverso un portale in cerca di mondi più facili da razziare.
Storia editoriale: La collaborazione è nata sotto richiesta di Erik Larsen dopo aver letto la storia di Millar e Jones i quali, nonostante non fosse loro intenzione dare seguito alla miniserie, hanno accettato di buon grado essendo estimatori di Savage Dragon. L'idea è che Wesley e la Fratellanza provocassero una tipica "crisi" per il mondo di Savage Dragon, che in quel frangente era controllato dal cattivo Mister Glum, partendo da un elemento mostrato nella miniserie originale ovvero che i supercriminali di Wanted viaggiano in altri universi per compiere razzie.
Nemesis: Reloaded
Wesley si rivela essere il benefattore dei due supercriminali conosciuti come Nemesis, introducendo il secondo all'interno della Fratellanza e coinvolgendolo nel piano per spazzare via la nuova generazione di supereroi che sta iniziando ad emergere.
Big Game
Wesley dà il via all'operazione per annientare i nuovi supereroi comparsi negli ultimi anni utilizzando le sue risorse politiche e gli agenti ai suoi ordini, primo tra tutti il supercriminale Nemesis. Riesce nel suo intento, ma Hit-Girl gli sfugge tramite la macchina del tempo di Corbin Quinn e Danny Reilly nel tentativo di salvare Eggsy Unwin, rimasto ucciso durante la loro infiltrazione nella base della Fratellanza. Questo porta ad un'invasione da parte delle forze di Re Morax provenienti dal remoto passato guidate dallo stregone Diabolos con cui Wesley stringe un'alleanza.
Durante il conflitto finale tra le loro forze congiunte e i redivivi eroi, che ricevono il supporto dell'Ordine Magico fino a quel momento rimasto neutrale, Wesley affronta in uno scontro Bobbie Griffin, una sopravvissuta alla sconfitta degli eroi del 1986, e Hit-Girl, ritornata dal passato insieme agli invasori, uccidendo quest'ultima con uno colpo alla testa, ma venendo a sua volta ucciso dalla Hit-Girl della nuova linea temporale formatasi a causa dell'arrivo dell'armata poco prima della morte di Eggsy. Wesley si risveglia nell'aldilà venendo immediatamente decapitato da Bonnie Black.

## Altri media

### Film
Il personaggio è stato interpretato da James McAvoy nell'adattamento cinematografico del 2008, Wanted - Scegli il tuo destino, diretto da Timur Bekmambetov, con il nome di Wesley Allan Gibson. All'inizio del 2006, nella fase dei provini, McAvoy fu rifiutato in primo tempo perché lo studio stava cercando un attore con "l'aspetto e il fisico convenzionali di un protagonista hollywoodiano", venendo poi richiamato perché considerato il "più piccolo della cucciolata" tra quelli provinati. In accordo con quanto detto dall'attore "Stavano cercando qualcuno di imbranato (geeky)". McAvoy successivamente si è allenato per migliorare il suo fisico per le scene d'azione del film, subendo diversi infortuni durante le riprese, tra cui una distorsione alla caviglia e un ginocchio infortunato.
Mark Millar non era soddisfatto della prima bozza della sceneggiatura del film, considerando l'approccio a Wesley "troppo docile" e "un po' americanizzato", dal momento che avrebbe voluto che la storia fosse "fondamentalmente [l'opposto] di un film di Spider- Man, l'idea di qualcuno che ottiene poteri e si rende conto di poter fare quello che vuole, per poi scegliere la via oscura", si consultò poi con Timur Bekmambetov per far sì che il suo stile rendesse il film "più vicino allo spirito del fumetto" mentre gli sceneggiatori Michael Brandt, Derek Haas, Chris Morgan avrebbero "rifinito" Wesley in un personaggio per cui provare comprensione. Nonostante gli sarebbe piaciuto mantenere intatta l'idea dei supercriminali del fumetto originale, Millar disse di aver amato il risultato finale apprezzando gli adattamenti e le parti originali introdotte dal regista.
Seppure il seguito del film sia entrato in development hell, McAvoy ha continuato ad esprimere interesse riguardo all'interpretare nuovamente il personaggio, sia come protagonista sia come antagonista o personaggio di supporto per un nuovo protagonista.

### Video musicale
Come parte della campagna pubblicitaria del film, James McAvoy ha interpretato il personaggio di Wesley Gibson in un video musicale della band russa Delta, diretto dallo stesso Timur Bekmambetov.

### Videogiochi
Wesley Gibson è protagonista dei videogiochi Wanted Fan Immersion Game del 2008 e Wanted: Weapons of Fate del 2009 mantenendo le sembianze di James McAvoy e venendo doppiato da Jimmi Simpson. Nel gioco del 2009 il protagonista indossa il costume originale della miniserie a fumetti per far felici i lettori e dare al personaggio un aspetto tosto.